# Кімната викупу

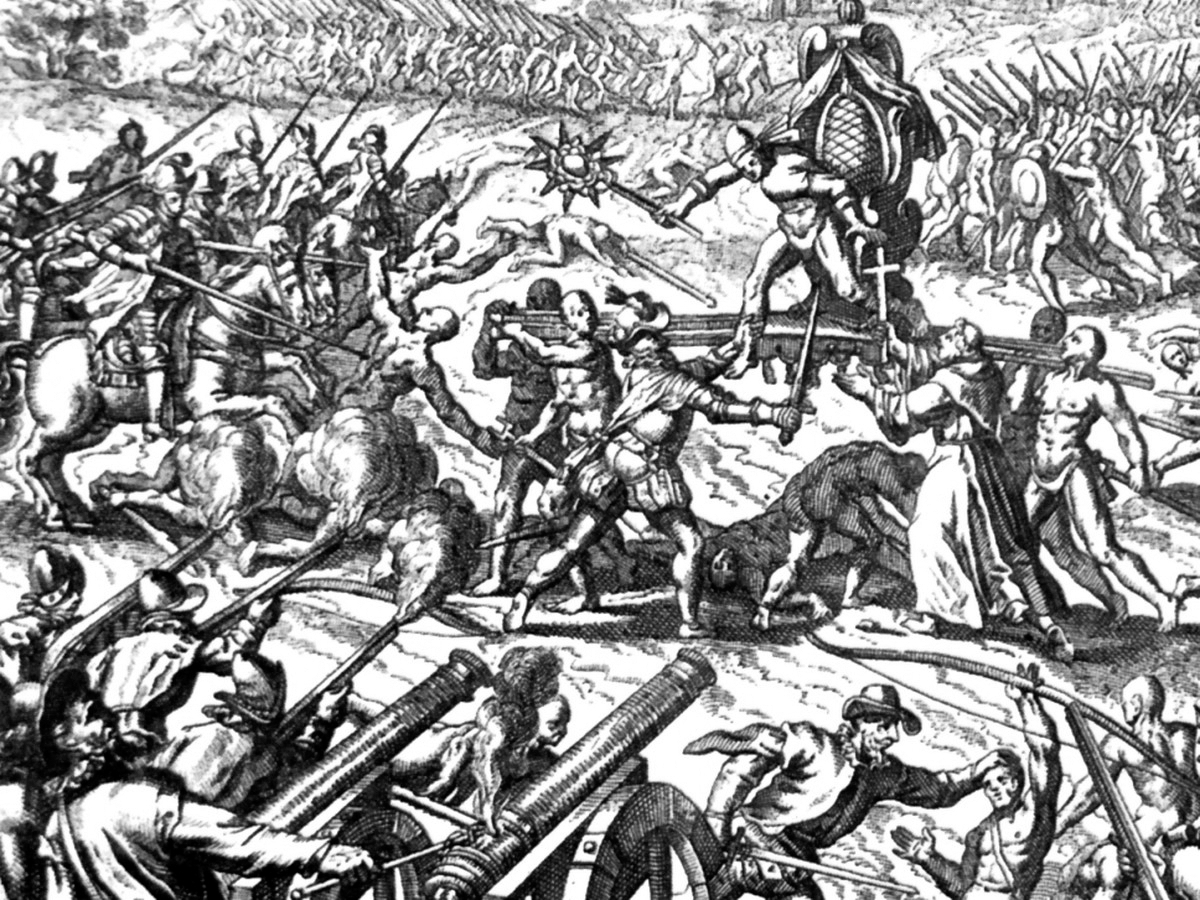
Битва між інками і іспанцями при Кахамарці

Кімната викупу (ісп. El Cuarto del Rescate) — туристичний об'єкт у місті Кахамарка, Перу. На думку деяких перуанських істориків, саме в цій споруді утримувався протягом понад 8 місяців останній незалежний правитель інків Атауальпа, і саме ця кімната була заповнена золотом для викупу полоненого Атауальпи.

## Битва при Кахамарці
Після того як Франсиско Пісарро висадився на узбережжі Перу, він незабаром досяг резиденції правителя інків Атауальпа. Метою Пісарро, що пам'ятав про успіх Кортеса, який з невеликим загоном підкорив Мексику, було відкриття і завоювання нових земель. Справедливо вважаючи, що позбавлених лідера індіанців буде підкорити значно легше, основою стратегії Пісарро став план із захоплення правителя інків у полон. Після того як посланнику Пісарро Ернандо де Сото вдалося переконати Атауальпу прибути до розташування загону іспанців в Кахамарці, Пісарро став готувати план атаки. До Кахамарки Атауальпа в'їхав зі своїм беззбройним оточенням у складі приблизно 7000 чоловік, решта супроводу, яке, як вважається, становила близько 80 000 чоловік, він залишив за містом. В результаті Атауальпа був захоплений в полон, а майже 7000 воїнів, що супроводжували його, були вбиті.
У надії бути випущеним на свободу, Атауальпа запропонував Пісарро заповнити приміщення, в якому його тримали в ланцюгах, до стелі золотом. Коли Пісарро від подиву забарився, Атауальпа пообіцяв, що до того ж заповнить сусіднє приміщення сріблом. Коли Пісарро нарешті прийшов до тями, він заперечив, що друге приміщення менше, ніж перше, але Атауальпа пообіцяв заповнити другу кімнату двічі. Протягом більш ніж трьох місяців інки збирали золото і срібло і приносили його в Кахамарку. Знадобилося понад 34 дні, щоб переплавити всі золоті і срібні вироби. Загальна сума сплаченого викупу склала 1 262 682 песо золота і 52 209 марок срібла.
Іспанці побоювалися, що, будучи випущеним, Атауальпа організовує боротьбу проти них, тому, не дочекавшись повної виплати, піддали його суду, висунувши 12 звинувачень, за всіма з яких його визнали винним і стратили за допомогою Гарроти.

## Кімната
Деякими істориками вважається, що так звана кімната викупу — не та будівля, яку було заповнене золотом, а в ній тільки утримувався Атауальпа, а справжня кімната викупу знаходиться в іншому місці.
Сама кімната викупу є типовою будовою інків зі злегка нахиленими стінами, побудованою з вулканічного каменю. Довжина споруди 6,7 м, ширина 5,17 м, висота 2,45 м. Кімната викупу — єдина споруда інків, що збереглася в Кахамарці.
В даний час ряд перуанських вчених вживають заходів з порятунку споруди, яку вразив грибок і пліснява, також їй завдано значної шкоди вітрами. На думку Національного Інституту Культури Перу, на захист і реставраційні роботи потрібно понад два мільйони доларів.
Щорічно кімнату викупу в Кахамарці відвідують близько 60 000 іноземних туристів.